# Diodor Pons Domínguez
Diodor Pons Domínguez   (Maó, segle XIX - Barcelona, 1968) va ser un atleta menorquí, especialista en curses de fons, que va competir a començaments del segle xx.
Va competir amb el seu company de professió Jaume Nin (1898-1965) en 110 m tanques i va participar en diferents campionats de Catalunya i Espanya. Guanyà dos cops el Campionat de Catalunya de cros (1918, 1921).
El 1920 va prendre part en els Jocs Olímpics d'Anvers, on disputà dues proves del programa d'atletisme: els 5.000 i 10.000 metres. En ambdues quedà eliminat en semifinals.

## Palmarès
Campionat de Catalunya
- 800 metres llisos: 1923, 1924
- 1.500 metres llisos: 1923, 1924
- 5.000 metres llisos: 1917, 1920

## Millors marques
- 5.000 metres. 16'27.2" (1924)
- 10.000 metres. 33' 55.4" (1917)[3]